# هيئة الموانئ البحرية السودانية
مؤسسة الموانئ البحرية، تعتبر من أكبر هيئات وزارة النقل الاتحادية وهي شركة حكومية مستقلة، مسؤولة عن إدارة الموانئ البحرية في البلاد، تأسست الشركة في عام 1974م من قبل حكومة السودان لتكون المشغل الوطني للموانئ وهيئة الموانئ، للهيئة أهمية كبيرة على ساحل السودان المطل على البحر الأحمر البالغ طوله قبل تقسيمه أكثر من 800 كيلو متر.

## الموانئ البحرية
تقوم مؤسسة الموانئ البحرية بالتشغيل والتحكم في موانئ السودان التالية:

### ميناء بورتسودان
يتكون ميناء بورتسودان بولاية البحر الأحمر من سته  موانئ هي:
- الميناء الشمالي:

تبلغ مساحته الكلية 853.5 الف متر مربع، ويبلغ طول الحظيرة 2845 متر، ومتوسط عرضها 300 متر، الذي يتعامل مع المنتجات البترولية والحاويات والبضائع السائبة، بالإضافة للعربات وتبلغ الطاقة التصميمية للميناء 5 ملايين طن.
- الميناء الجنوبي:

وهو الميناء الأكبر مساحة حيث يبلغ طول إجمالي الرصيف 1478 متر، ويبلغ مساحة الساحات التخزينية 1480000 متر مربع، وهو محطة مخصصة لتداول الحاويات، بالاضافه إلى وجود صومعة للغلال بسعة 50.000 طن، ويستخدم لمناولة زيوت الطعام ، المولاص، والأسمنت، ويتضمن الميناء الجنوبى محطتين للحاويات (المحطة القديمة، المحطة الجديدة)، بعدد 6 مرابط في الميناء.

### الميناء الأخضر[2]
على الجانب الجنوبي الشرقي من بورتسودان ، والذي يتعامل مع البضائع السائبة الجافة والبذور والحاويات، يتضمن 4 أرصفة بمساحة كلية 950.000 مترمربع ويوجد به صوامع الحظا وسين للغلال.

### ميناء الخير
تم الانتهاء من محطة الخير البترولية في عام 2003م في بورتسودان، وتبلغ السعة التشغيلية السنوية للميناء 2.67 مليون طن.

### ميناء الأميرعثمان دقنة
يوجد في ميناء الأمير عثمان دقنة في سواكن جنوب ميناء بورتسودان بحوالي 60 كيلومتر وبه ثلاثة أرصفة تخدم سفن الشحن وسفن الركاب ومحطة غاز البترول المسال  وتبلغ الطاقة التصميمية للميناء 3 ملايين طن/السنة وبالميناء صالة مغادرة وصالة قدوم للركاب تتوفر بها كافة الخدمات الخاصة بالركاب وبها مساحة إضافية بطول 100.40 متر جوار صالة القدوم خصصت لوكلاء البواخر لحفظ أمتعة الركاب وغالبا ما تكون رحلات البواخر وبواخر الركاب من وإلى المملكة العربية السعودية.
ميناء بشائر للبترول 

### ميناء الزبير محمد صالح
من الموانئ النهرية في السودان وتم إعادة تأهيل ميناء المشير الزبير محمد صالح عند تقاطع بحيرة النوبة ونهر النيل بوادي حلفا  في شمال السودان .
ميناء هيدوب 
يختص بصادرات الثروه الزراعية والسمكية والحيوانية 

موانئ جافه 
•ميناء كوستي
يهدف إلي دعم حركه التجارة وتسهيل انسياب حركه الصادرات والواردات الخاصة بمناطق جنوب وغرب ووسط السودان
•ميناء سلوم 
يختص بتقديم خدمات لوجيستيه متكاملة عبر إجراءات نافذه تحد من طول فترة بقاء البضائع بالموانئ وذلك بعدم سحبها من قبل أصحابها 

## روابط خارجية
- الموقع الرسمي لمؤسسة الموانئ البحرية